# Урал-2
«Урал-2» — средняя программируемая машина 1960-х годов. Имеет производительность 5 тыс. операций в секунду.

## Архитектура

### Арифметическое устройство
Арифметическое устройство состоит из сумматора, входного и выходных регистров. Сумматор состоит из двух частей — сумматор чисел и сумматор порядков. Сумматоры работают в обратном коде. Сумматор чисел имеет разрядность 40, сумматор порядков — 8.
Входной регистр состоит из двух частей — регистр чисел и регистр порядков. (40 и 8 бит соответственно). Выходной регистр имеет разрядность 40. При выполнении операций с фиксированной запятой регистр и сумматор порядков не используются.
При работе над числами с плавающей запятой используются все регистры и сумматоры. Сумматор и регистр чисел используются для операций над мантиссами чисел, сумматор и регистр порядка — над порядками чисел.
Сумматор и регистр чисел имеет на 8 разрядов больше, чем используется для хранения чисел в памяти, благодаря чему обеспечивается защита от накапливающихся ошибок округления при последовательно выполняющихся операциях. Округление производится только при сохранении результата из сумматора в ОЗУ.

## В кино
Работа машины показана
- в польском художественном фильме Встреча со шпионом 1964 года;
- в документальном фильме «Время, пространство, движение», Центрнаучфильм, 1967 год.

Урал-2 упоминается в фильме Случай из следственной практики.